# 含生草
含生草，（学名Anastatica hierochuntica），又称耶利哥蔷薇（rose of Jericho）、复活草。是十字花科含生草属里唯一的一种植物。生长在內蓋夫和撒哈拉沙漠中。含生草的高度不超过15厘米，开白颜色的小花。
每年的雨季过后，含生草枯死，茎叶都卷曲起来成为一个紧密的球形，把种子包裹在里面。当雨季再次来临的时候，干燥的枯枝遇到水后就舒展开来，把里面的种子暴露出来。含生草的卷曲和舒展的转换是可逆的，可以在干燥和湿润的环境下反复多次进行。